# David Gesslbauer
David Gesslbauer (* 1991 in Einsiedeln, Schweiz) ist ein Filmeditor und Regisseur.

## Leben
David Gesslbauer wurde 1991 im schweizerischen Einsiedeln geboren, wuchs aber in Österreich auf. Von 2005 bis 2010 absolvierte er eine Ausbildung an der HTBLVA Graz-Ortweinschule im Fach Audiovisuelles Mediendesign. Von 2012 bis 2018 studierte Gesslbauer an der Filmakademie Baden-Württemberg im Fach Montage/Schnitt. Er lebt in Berlin.
Seit 2013 realisiert er eigene Kurzfilme und ist für den Schnitt von Kurzfilmen, Werbespots und Musikvideos verantwortlich. 2017 war er als Editor am Spielfilm Antimarteria des Regisseurs Specter Berlin beteiligt. 2019 schnitt Gesslbauer das Musikvideo zu Rammsteins Single Deutschland, das ebenfalls unter der Regie von Specter Berlin entstand.

## Filmografie (Auswahl)
Regie
- 2013: Kabeljau mit Zyankali (Kurzfilm)
- 2013: ( NULL ) (Kurzfilm, Co-Regisseur: Michael Lange)
- 2018: [ UNUM ] (Kurzfilm, Co-Regisseur: Michael Lange)
- 2019: Emigrate – War (Musikvideo)

Schnitt
- 2013: Kabeljau mit Zyankali (Kurzfilm)
- 2013: ( NULL ) (Kurzfilm)
- 2014: Cro – Traum (Musikvideo)
- 2014: Cro feat. Danju – Meine Gang (Bang Bang) (Musikvideo)
- 2014: Emigrate – Eat you Alive (Musikvideo)
- 2016: Pari San – Frozen Time (Musikvideo)
- 2016: Kollegah – Nero (Musikvideo)
- 2016: Kollegah – Hardcore (Musikvideo)
- 2017: Antimarteria (Mittellanger Spielfilm)
- 2017: Der Treue größter Akt (Kurzfilm)
- 2018: Die Fantastischen Vier feat. Clueso – Zusammen (Musikvideo)
- 2018: Die Fantastischen Vier – Hitisn (Musikvideo)
- 2018: [ UNUM ] (Kurzfilm)
- 2019: Emigrate – War (Musikvideo)
- 2018: .fab – Schnelles Glück (Musikvideo)
- 2019: Rammstein – Deutschland (Musikvideo)
- 2020: Rohwedder – Einigkeit und Mord und Freiheit (Dokumentarserie, 4 Folgen)
- 2020: Katja Krasavice x Fler – Million Dollar A$$ (Musikvideo)
- 2021: Eleusis (Kurzfilm)
- 2021: Sansara – We will become better (Musikvideo)
- 2021: Homunculus (Kurzfilm)
- 2021: Alice, Through the Looking (Spielfilm)
- 2023: Der Schwarm (Fernsehserie)